# Roche-en-Régnier
Roche-en-Régnier település Franciaországban, Haute-Loire megyében. Lakosainak száma 477 fő (2022. január 1.). Roche-en-Régnier Chamalières-sur-Loire, Retournac, Saint-André-de-Chalencon, Saint-Pierre-du-Champ, Solignac-sous-Roche és Vorey községekkel határos.

## Népesség
A település népessége az elmúlt években az alábbi módon változott:
| Lakosok száma | 542  | 409  | 409  | 472  | 488  | 502  | 500  | 486  | 479  | 477  |
|               | 1968 | 1982 | 1990 | 2006 | 2013 | 2015 | 2017 | 2019 | 2020 | 2022 |